# Saginaw Hawks
Saginaw Hawks byl profesionální americký klub ledního hokeje, který sídlil v Saginawu ve státě Michigan. V letech 1985–1989 působil v profesionální soutěži International Hockey League. Hawks ve své poslední sezóně v IHL skončily ve čtvrtfinále play-off. Klub byl během své existence farmou Chicaga Blackhawks. Své domácí zápasy odehrával v hale Saginaw Civic Center s kapacitou 5 527 diváků.
Založen byl v roce 1985 po přestěhování týmu Flint Generals do Saginawu.

## Historické názvy
Zdroj: 
- 1985 – Saginaw Generals
- 1987 – Saginaw Hawks

## Přehled ligové účasti
Zdroj: 
- 1985–1989: International Hockey League (Východní divize)